# Saint-Julien-des-Points
Saint-Julien-des-Points település Franciaországban, Lozère megyében. Lakosainak száma 119 fő (2022. január 1.). Saint-Julien-des-Points Sainte-Cécile-d’Andorge, Branoux-les-Taillades és Le Collet-de-Dèze községekkel határos.

## Népesség
A település népessége az elmúlt években az alábbi módon változott:
| Lakosok száma | 90   | 84   | 76   | 97   | 112  | 113  | 109  | 114  | 117  | 119  |
|               | 1968 | 1982 | 1990 | 2006 | 2013 | 2015 | 2017 | 2019 | 2020 | 2022 |